# 希臘小酒館

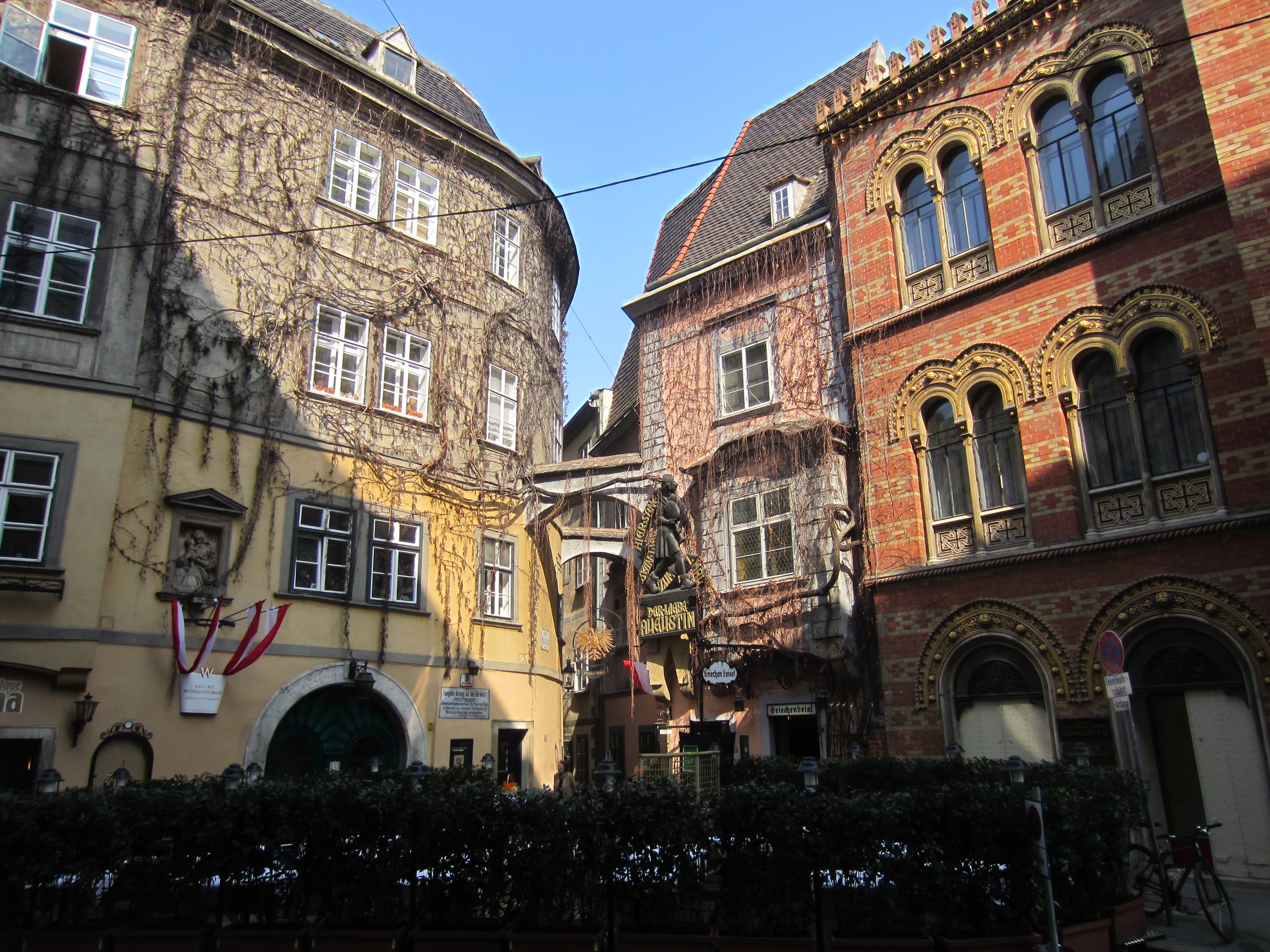
希臘小酒館

希臘小酒館（德語：Griechenbeisl），是奧地利首都維也納歷史最悠久的餐廳，創建於1447年。這家餐廳靠近聖三一希臘教堂。餐廳名稱來自於維也納和東方之間密切的貿易關係。在16世紀時，酒館附近因希臘人眾多而稱為希臘區。現在這家餐廳也提供維也納風格的食物。

## 餐馆历史
希腊小馆的得名于居住在餐馆附近的希腊人，这些从地中海东部来的商人大多从事贸易，他们与维也纳之间的贸易来往大概可以上溯到巴本堡王朝时代。
希腊小馆首次有文字记载的历史是1447年。今天的希腊小馆早在1500年曾被叫做“黄鹰楼”（gelben Adler,一幢巴洛克风格的建筑物，Griechenbeisl 7, 1636年）。后来又一度被称作“红顶屋”，这一名称与1200年的城防工事相关，同时又融合了14世纪哥特式住宅楼得风格。1762年，它曾被叫做“金天使餐馆”，或“莱星博格餐馆”。17世纪中叶，由于来自地中海东部的商人在肉市街云集居住，该区域曾一度有“小希腊”之称。所以才有了一直沿用至今的名称「希腊小馆」，但该餐馆一直以维也纳餐饮为经营特色。
对希腊小馆而言，1852年是它历史上最重要的一年，当时的房东Leopold Schmied决定将波希米亚Pilsen地区的全新口味啤酒“Pilsner Urquell”引入维也纳并首次在希腊小馆推出。直到今天，希腊小馆仍是维也纳Pilsner Urquell啤酒的先驱。然而在过去，希腊小馆的主入口并非像今天一样是肉市街，而是希腊街被当作餐馆的大门。朝向肉类市场的临街房屋被辟为商业店铺。希腊街后面的鹅卵石广场，是希腊小馆露天餐饮花园。
在17世纪，民谣歌手兼风笛手马克思·奥古斯丁（著名的“亲爱的奥古斯丁”）经常在这里演出。
据传说，“亲爱的奥古斯丁”，是维也纳流浪歌手、风笛手和即兴诗人，他常常演唱些自己编词谱曲的小调，以取悦希腊小馆的客人。据说他于1679年维也纳瘟疫期间酒醉躺在大街上，然后被扔进了圣乌尔里希教堂的一个瘟疫坑。 当他酒醒后，被人发现拉出死人堆里。
今天在希腊小馆的入口处，我们可以看见隔着铁珊兰的地下室坐着奥古斯丁雕像，人们可以把硬币投进他的帽子里。
希腊小馆1963年的重建时，人们发现了三个炮弹，这些炮弹令人回忆起1529年维也纳被土耳其第一次围困。但它们更有可能是因为在1683年土耳其人第二次围困维也纳时期轰炸残留的炮弹。后来，这三枚炮弹被镶嵌在希腊小馆通往楼上的楼梯右侧，至今仍然吸引着欲一览究竟的来访者。
和建筑一样，这家餐馆已经发展并延续了几个世纪。总的来说，餐馆有八间餐厅，每间餐厅都浓缩着不同的历史时期和不同的风格。

## 希腊小馆底层
- “Zitherstüberl”（一种类似古筝的奥地利民族乐器，至今仍有现场表演）：是希腊小馆历史最为悠久的餐室。

- “马克吐温”餐厅：被列入奥地利文物保护名单，餐室的天花板陈列着许多世界名人的签名。

- 圆桌餐厅：餐厅内有一张古老的大圆桌，曾傍着这张大圆桌就餐的均是维也纳名流。

- 音乐餐厅：位于餐馆底层，靠街一侧的椭圆形玻璃窗有彩色雕花。

- Carlsbader 餐厅：宽敞，高品质的餐厅，陈列有卡尔斯巴德的纪念品。

## 希腊小馆一樓
统称奥古斯丁餐厅（Augustin Stuben）：包括三个独立的小餐厅，“蜡烛餐厅”（Kerzenstüberl）、“毕德麦雅餐厅”（Biedermeierzimmer）和“狩猎餐厅”（Jagdzimmer）。一樓最初是一个公寓，后改建为餐厅。尽管改为餐厅了，但其民居的风格和氛围得以保留至今。
值得一提的是，中世纪的街道镶边石，建筑外部带有装饰风格的蜡烛台，以及内院的开放式进口，都令人流连忘返。

## 建筑历史
今天我们看到的希腊小馆这幢建筑物，首次有史料记载的是1350年。当时的房东是一个家境富裕的拥有骑士头衔的人，他在维也纳的拥有好几处房产。1385年，该建筑与毗邻的Lilienfeld修道院一起出售。那时，相邻的街道和广场有其他名称，譬如“Krongasse”、“ZurBürgermusterung”、“Oberer Hafnersteig”或“auf dem Steig”等等。目前尚不清楚的是庭院中的塔具有哪些具体功能。大概，下部可以作为仓库，上部用于居住。然而，建筑物附近中世纪城市防御工事的一部分不太可能与塔有关。从外部和内部可以看出，建筑物在楼层内有不同的高度。形成这种现象的原因是该建筑不是一次性建造的，而是通过几个世纪以来慢慢“成长”的。
从建筑左侧的一个狭窄的螺旋楼梯可以通往楼上，今天餐馆的一些餐厅（“蜡烛餐厅”、“俾斯麦餐厅”、“狩猎室”）就在那里。
即使是现在作为酒窖的地下室也不是一次性建造的，而是分几个阶段建造的。该建筑最古老的部分，延伸到离此不远的今日的瑞典广场，可以追溯到13世纪甚至更久以前。“即使在罗马时代，也可能建造了城墙，而这些城墙都由大型雕刻的方石所构成的。”
该建筑的地下室是连接维也纳市中心大部分地区的拱形酒窖的一部分。在第二次世界大战期间，可以从这个地下室安全地穿行到更远的距离。但是，现在只能从进入邻近建筑物的酒窖。

## 名流客人
几个世纪以来，希腊小馆是许多著名艺术家，学者和政治家的聚会场所。譬如，民谣歌手奥古斯丁、音乐家莫扎特、音乐家贝多芬、音乐家舒伯特、德国作曲家瓦格纳、奥地利音乐家约翰·斯特劳斯、德国作曲家理查德·斯特劳斯，德国作曲家勃拉姆斯、奥地利画家瓦尔德·穆勒、美国作家马克吐温、奥地利剧作家诗人弗朗茨·格里帕泽、奥地利剧作家约翰·奈斯托伊、奥地利画家施文特、俄罗斯歌剧演唱家沙利亚潘、1897-1910维也纳市长卡尔鲁格、德国飞行员齐柏林、奥地利画家林茨、奥地利画家柯克西卡、意大利歌剧演员帕瓦罗蒂、美国乡村歌手凯西、美国歌手马尼罗、德国作曲家洪佩尔丁克、英国摇滚歌手菲尔·柯林斯、奥地利演员菲利普、德国演员阿道夫、奥地利演员伯姆、奥地利画家席勒、奥地利艺术家郝文、奥地利指挥家穆蒂、普鲁斯外交家俾斯麦、美国指挥家亚洛夫、美国游泳名将韦斯穆勒、瑞典摄影家赫定、奥地利歌唱家司拉芬、奥地利作曲家苏佩、德国演员阿尔博思等在希腊小馆马克吐温餐厅留下了珍贵的签名。马克吐温在维也纳逗留时期也是希腊小馆的常客。

## 外部連結
- Homepage in German （页面存档备份，存于）
- Facebook page